# Sergey Medvedev
Sergey Medvedev, né le 14 janvier 1995, est un coureur cycliste ouzbek.

## Palmarès et résultats

### Palmarès sur route
- 2015
  - 2e du championnat d'Ouzbékistan sur route espoirs
- 2016
  -  Champion d'Ouzbékistan sur route
- 2019
  - 3e du championnat d'Ouzbékistan sur route
  - 3e du championnat d'Ouzbékistan du contre-la-montre

### Classements mondiaux
| Année         | 2014 | 2015 | 2016 |
| ------------- | ---- | ---- | ---- |
| UCI Asia Tour | 454e | 309e | 215e |

### Palmarès sur piste
- 2015
  -  Champion d'Ouzbékistan de poursuite par équipes (avec Gumerov Timur, Ruslan Fedorov et Vadim Shaekhov)
  -  Champion d'Ouzbékistan de l'américaine (avec Ruslan Fedorov)
  - 2e du championnat d'Ouzbékistan de scratch
- 2018
  -  Champion d'Ouzbékistan de l'américaine (avec Andrey Izmaylov)
  - 2e du championnat d'Ouzbékistan de scratch